# Історія Ялти
Історія міста Ялта починається у VI—V століттях до н. е., коли згідно з археологічними даними на території майбутнього міста знаходилися поселення стародавніх таврів. Вперше населений пункт під ім'ям Ялта було створено грецькими колоністами, тут мешкали таври, греки, готи та алани, візантійці та генуезці, тюркські народності.
Статус міста Ялта отримала у 1838 році, з цього моменту вона перетворилася на курорт.

## Давній час та середньовіччя
На території Ялти були знайдені могильники таврів, залишки невеликих середньовічних поселень.
Згодом таврів витіснили стародавні греки під час Великої колонізації, зайнявши територію на півдні Криму. Зараз місцеві переповідають легенду: назва поселення, яке згодом стане сучасною Ялтою, походить саме від давньогрецького «я́лос», тобто берег. Шукаючи нову придатну для життя землю, греки потрапили у шторм і заблукали в Чорному морі на декілька тижнів. Вони вже втратили надію на будь-який порятунок, аж ось один із моряків побачив берег і закричав: «Ялос! Ялос!» — так поселення почали називати Ялітою. Закрита горами бухта мала сприятливий клімат для виноробства та землеробства, тому населений пункт почав швидко розростатися.
Пізніше поселення, також відоме як Еталіта або Джаліта, переходило під владу різних народів, які й видозмінювали його назву на свій манір. Змінювалося також і саме поселення. У VI столітті вона перейшла до Візантії (правонаступниця східної частини колишньої Східної Римської імперії) — однієї із найбільших середньовічних держав, території якої охоплювали південь Європи, захід Азії та північ Африки. Тоді в поселенні з'являється перша церква й фортеця. Руїни цитаделі досі збереглися неподалік Ялти, біля найвищого водоспаду України Учан-Су. На початку XIII століття Візантійська імперія опинилася на межі зникнення — вона втратила свою столицю Константинополь, яку захопили хрестоносці під час свого четвертого походу.
Перша письмова згадка про Ялту міститься у творі арабського географа ал-Ідрісі (1154), який повідомив: «Джаліта розташована в землі команів (половців)».

## Модерна доба

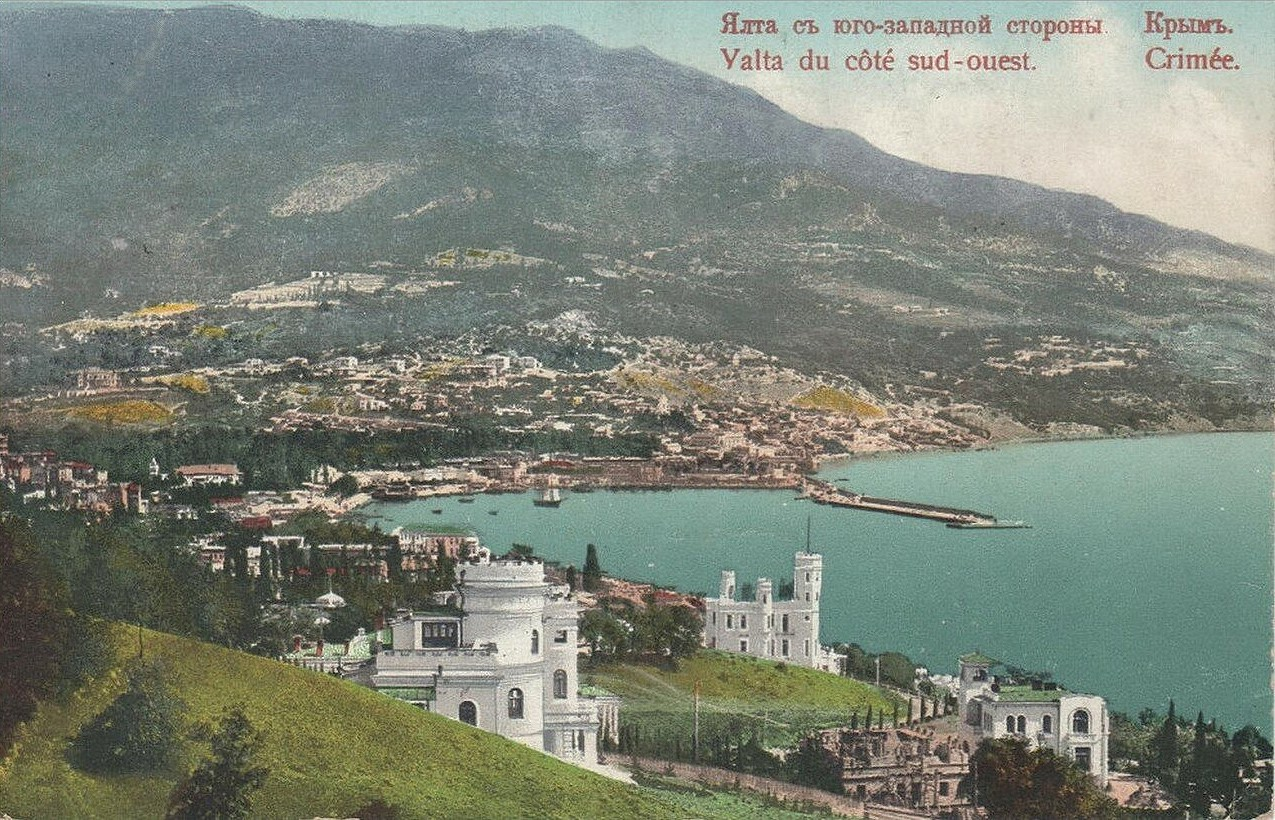
Ялта. Вид із західного боку. Листівка 1900-х років.

У 14—15 століттях поселення входило до капітанства Готія — адміністративної одиниці у складі кримських володінь Генуезької республіки. Статут для генуезьких колоній на Чорному морі 1449 згадує Джаліту серед другорядних південнобережних консульств. Генуезці називали Ялту також Кауліта, Геаліта, Еталіта. За письмовими даними, 1471 Я. зруйновано землетрусом, наново заселена греками та вірменами в 16 ст. З того часу відома як Ялта.
До 1774 належала до Мангупського кадилику Кефінського санджаку (пізніше — Кефінського ейялету) Османської імперії, 1774—83 — у складі Мангупського кадилику Бахчисарайського каймаканства Кримського ханату. У 12—18 ст. була невеликим поселенням.
До кінця XVIII століття питому більшість населення Ялти становили киримські татари (понад 90 %).
Після депортації християн Кримського ханату до Північного Приазов'я 1778—1780 та еміграції кримських татар після анексії Російською імперією Кримського ханату (1783) Ялта майже знелюдніла. В ній проживали частина вояків Балаклавського грец. батальйону, службовці карантинної застави, рибалки та купці. Ялтинці-християни, виселені 1778, заснували у Приазов'ї поселення Ялта (нині селище Донецької області).
У 1-й пол. 19 ст. регіон Ялти активно колонізувався рос. землевласниками (частина з яких заклали палаци та парки, що згодом набули статусу пам'яток) і перетворився на зону вирощування тютюну та інтенсивного виноробства (Масандра, Магарач та ін.). Цьому сприяли заснований 1812 Нікітський ботанічний сад та відкрите 1828 Магарацьке училище виноградарства і виноробства (із 1868 — Нікітське уч-ще садівництва й виноробства). У регіоні поселилися росіяни, євреї, українці, греки з Осман. імперії та представники ін. етносів, проте більшість складали кримські татари. Сюди також повернулася частина крим. греків із Приазов'я. Піднесенню Я. сприяв розвиток комунікацій — гравійні дороги з'єднали її 1837 з Алуштою і Сімферополем, а 1848 — із Севастополем. 1837 в ній мешкали 130 жителів, переважно рибалок.

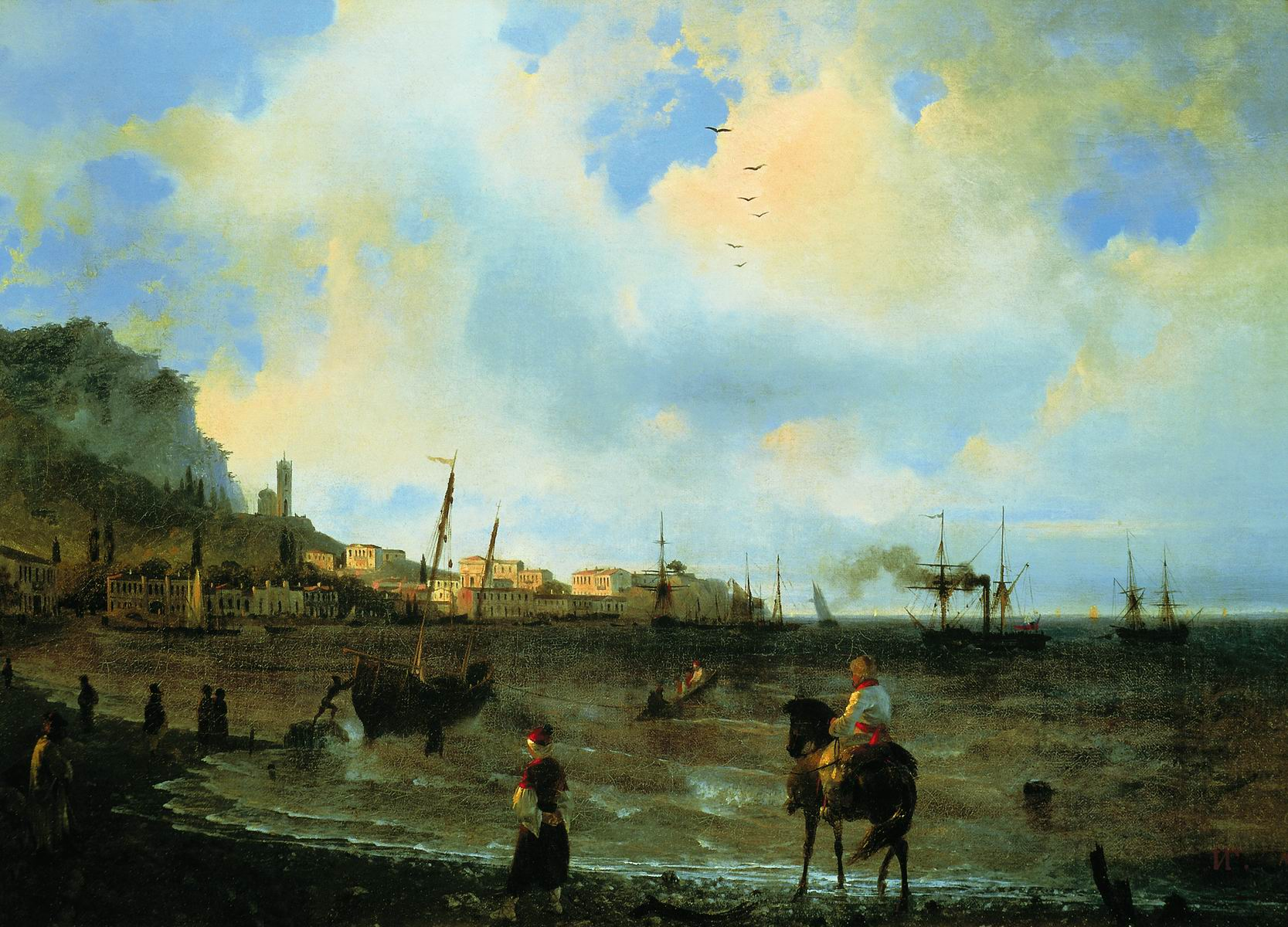
Ялта. І. К. Айвазовський. 1838 р.

У вересні 1837 рос. імператор Ніколай I, перебуваючи в Ялті, усно оголосив її містом. А 4 квітня (23 березня) 1838 він підписав указ Правлячого Сенату про утворення в Таврійській губернії із частини Сімферопольського повіту нового Ялтинського повіту та надання статусу міста містечку Ялта. Ініціатором появи документа був генерал-губернатор Новорос. краю М. Воронцов.

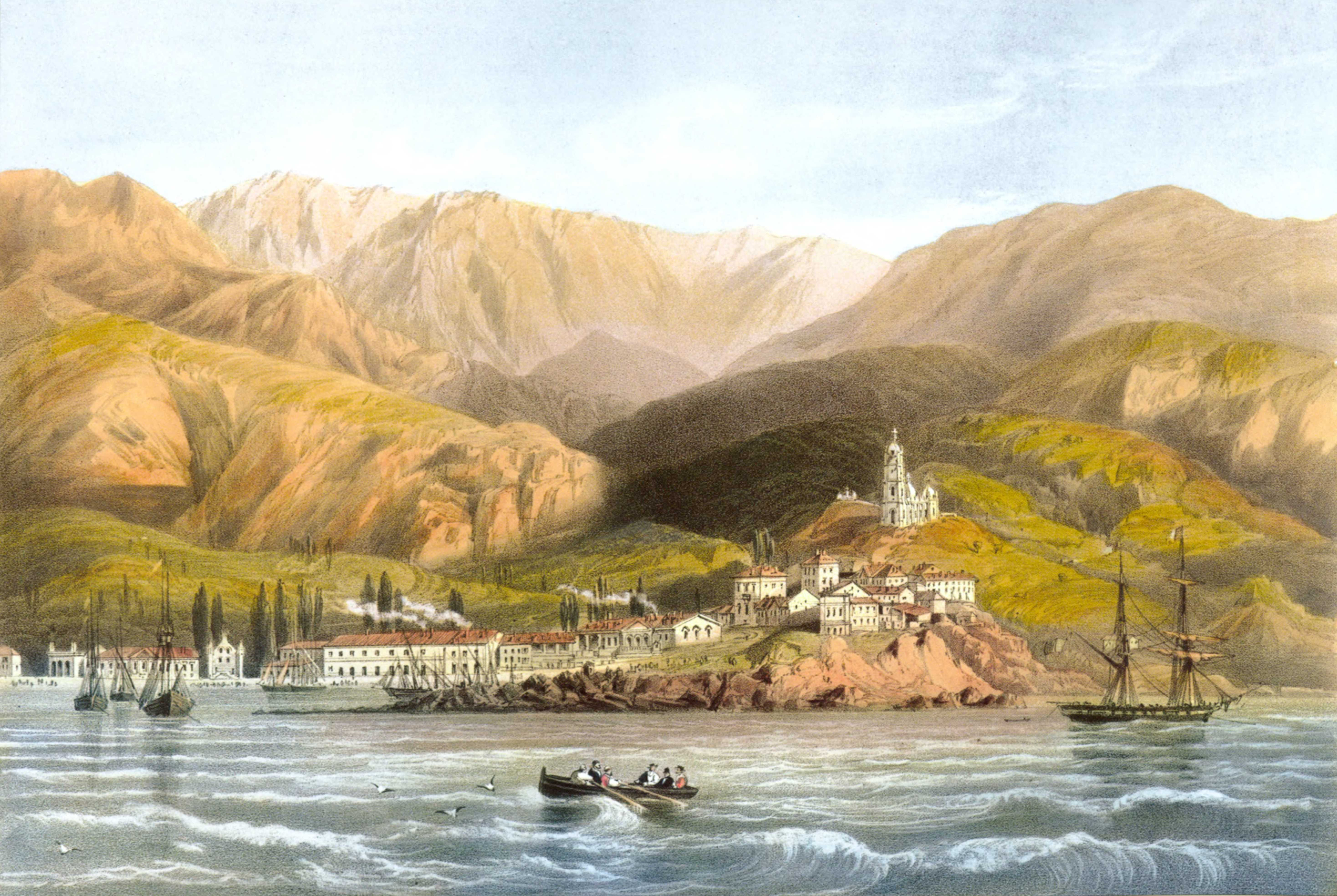
Карло Боссолі. Вид Ялти. 1856

Із 1860-х рр. Я. почала розвиватися як престижний курорт. Цьому сприяли відкриття лікарями та науковцями цілющих властивостей клімату Я., вибір близької Лівадії під літню резиденцію царської сім'ї та прокладення 1875 залізниці Лозова — Севастополь. В місті та на прилеглих територіях інтенсивно будувалися дачі, вілли й палаци знаті, підприємців та інтелігенції Рос. імперії. Сприяла розвитку Я. й поява самоврядування — із 1866 почало діяти повітове земство, а 1871 в Я. запроваджено міську думу, управу, інститут міськ. голови.
1861 Я. мала 364 жителі, а 1864 — вже 1,1 тис. Зростанню міста, оточеного приватними землеволодіннями, заважала відсутність землі. Станом на 1839 його площа становила 12,8 десятини. 1874 рос. імп. Олександр II затвердив новий план Я., який убагатократ збільшував її територію. 1896 за рахунок приєднання дачного району Заріччя на правому березі р. Учан-Су та ін. районів (місцевості Нижня Аутка, Кучук та Буюк-Сарай, слободки Шоломе, Низина) площа Я., за даними міської думи, досягла 465 десятин.

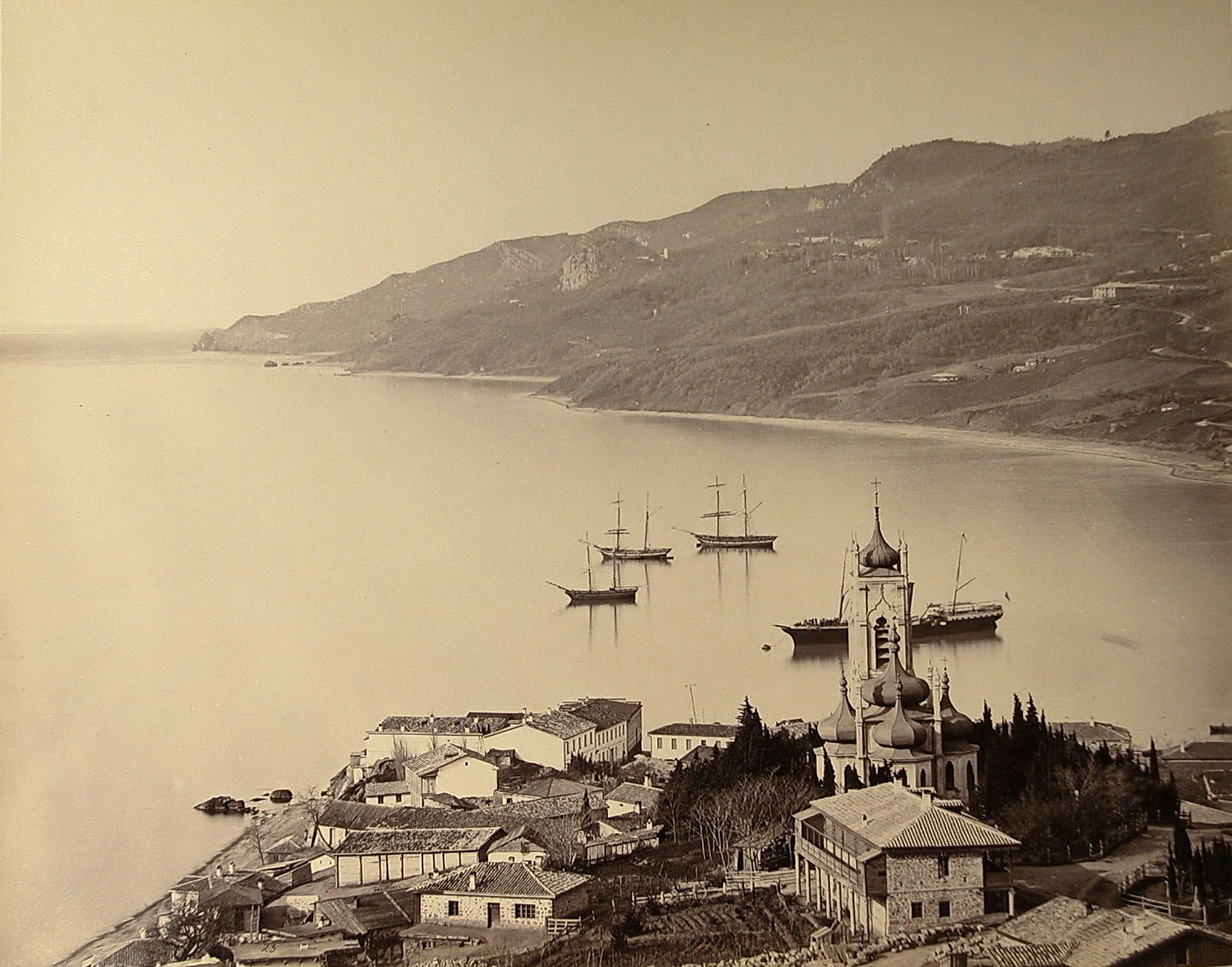
Ялта. Вид з Полікуровського пагорба від дзвіниці храму Іоанна Золотоуста. Близько 1873 року.

Українці робили неабиякий внесок у розбудову міста. Насамперед розвиток Ялти тісно пов'язаний з українським поетом і фольклористом Степаном Руданським, який мешкав там понад 20 років. Закінчивши Санкт-Петербурзьку медико-хірургічну академію, молодий лікар прибув до південного узбережжя Криму. Так він опинився в Ялті, де почав працювати в міському відділенні. Роботу він виконував сумлінно — це одразу помітили мешканці, особливо з найбідніших верств. Степан Руданський часто допомагав хворим із ліками й не брав плату за свої послуги. Із власної ініціативи поет організував приймальну кімнату для хворих, а також першим створив окремі місця у лікарні Ялти для жінок. Ставши карантинним (санітарним) і портовим лікарем південного узбережжя Криму, Степан Руданський почав неабияк покращувати умови життя в місті. Він ініціював будівництво фонтану, задля чого подарував Ялті частину власної землі, і нового базару. До того ж створив першу медичну бібліотеку на південному узбережжі Криму, домагався появи в місті пожежної служби та метеорологічної станції.

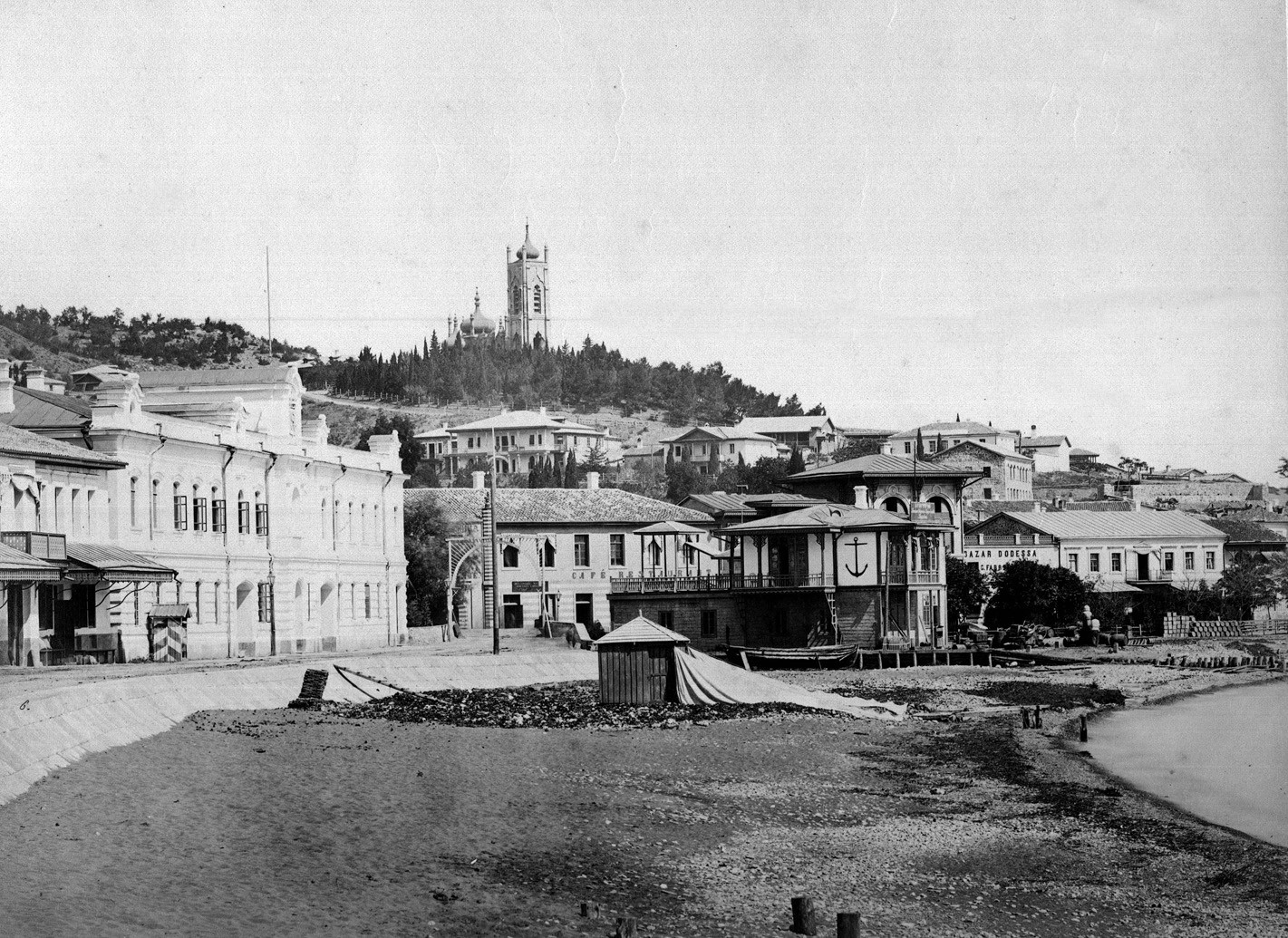
Вид на район Морського вокзалу в 19 столітті

Зробив чимало для Ялти й український лікар Володимир Дмитрієв, який домігся створення в місті водопроводу й каналізації, відкриття у 1897 році ялтинської метеостанції, продовживши наміри Степана Руданського. Через три роки він заснував першу в Росії туристичну організацію — Кримський гірський клуб, у якому очолив Ялтинське відділення. До того ж у місті він відкрив дитячий притулок, чоловічу гімназію, театр і народну бібліотеку.
Ставши популярним курортом, південне узбережжя Криму приваблювало не лише російське дворянство, яке линуло сюди розбудовувати розкішні вілли й палаци. До міста перебиралися, зокрема, українські аристократи-забудовники. Наприклад, Кочубеї, Безбородьки, Данилевські, Алчевські та інші. У Ялті досі збереглася садиба Василя Кочубея, яку спроєктував головний архітектор міста Микола Краснов.
1911 при корегуванні ген. плану до меж Я. включено грекоримськотатарське село Верхня Аутка, площа міста склала понад 700 га. У 2-й пол. 19 — на поч. 20 ст. в місті було побудовано новий мол, порт, набережну, готелі, курортні заклади, театр, 2 г-зії. 1893 Я. вилучили зі смуги осілості євреїв.

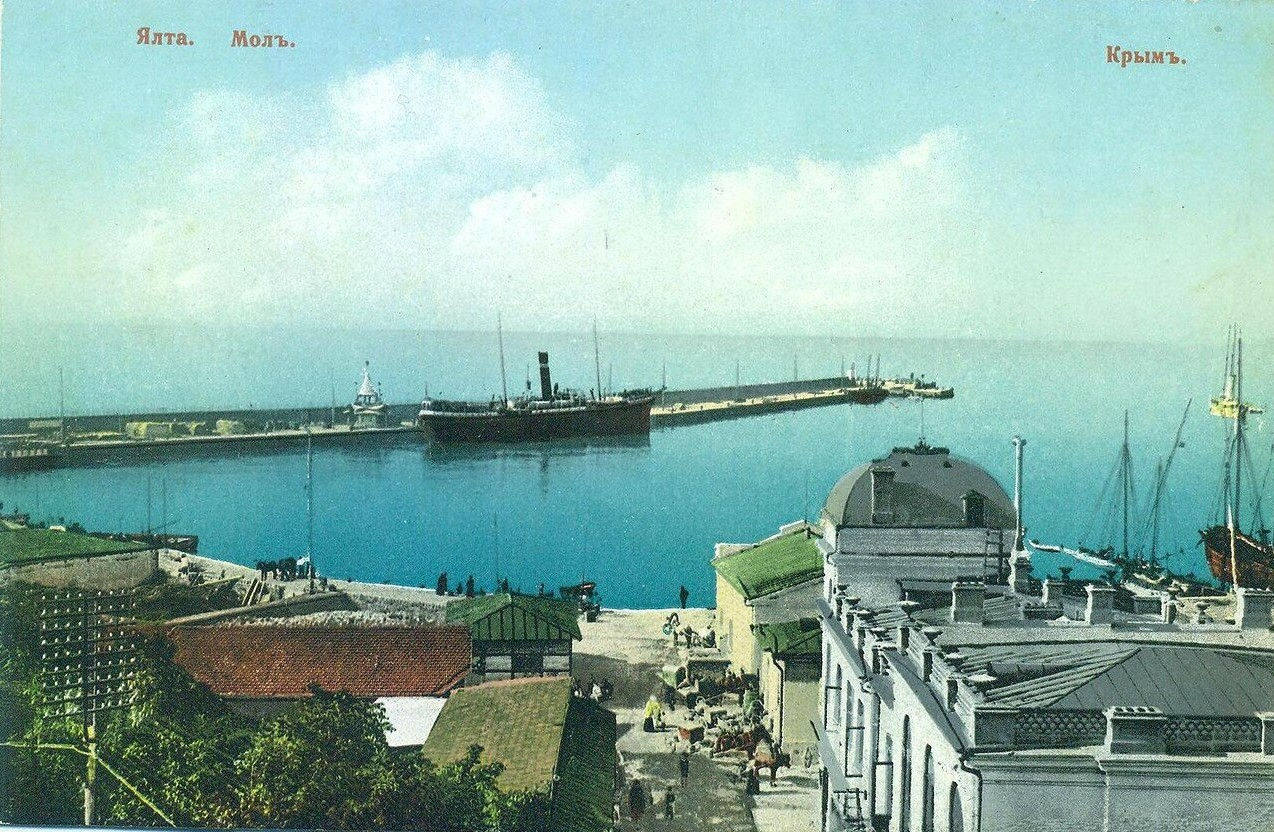
Ялтинський мол після побудови

1897 кількість жителів Я. складала 13,2 тис., а 1913 — вже понад 30 тис. 1914 створено Ялтинське градоначальство, яке проіснувало до Лютневої революції 1917. На 1917 Ялтинський пов. був єдиним у Криму, де кримські татари становили абсолютну більшість мешканців. У самій Ялті більшість складали росіяни.

## Новітня історія
У період революцій та війн 1917—20 в Я. 9 разів змінювалася влада. 1917—20 в місті діяли кіновироб. підпр-ва, у тому числі О.Ханжонкова, 1918 — Крим. філіальне відділення Київ. ун-ту. Осн. опонентами в регіоні виступали кримськотатар. нац. рух, регіональні (крайові) органи влади, кадети, помірковані рос. ліві партії, більшовики та білогвардійці. 1918 відбулися кримськотатарсько-грец. міжетнічні зіткнення. Після встановлення комуніст. режиму наприкінці 1920 — у 1921 в околицях міста було розстріляно тисячі колиш. врангелівців та ін. противників нової влади, а 1921—23 багато людей загинули від голоду. 1921 Я. перейменували на Красноармійськ, 1922 повернули традиційну назву. Того ж року було відновлено кіновиробництво — розпочала свою діяльність держ. Ялтинська кінофабрика. 1923 Я. стала центром району Кримської Автономної СРР у складі РСФРР (на поч. 1920-х рр. була центром повіту, пізніше — округу). Населення Я. в цей час різко скоротилося (1926 — лише 18,7 тис. осіб).

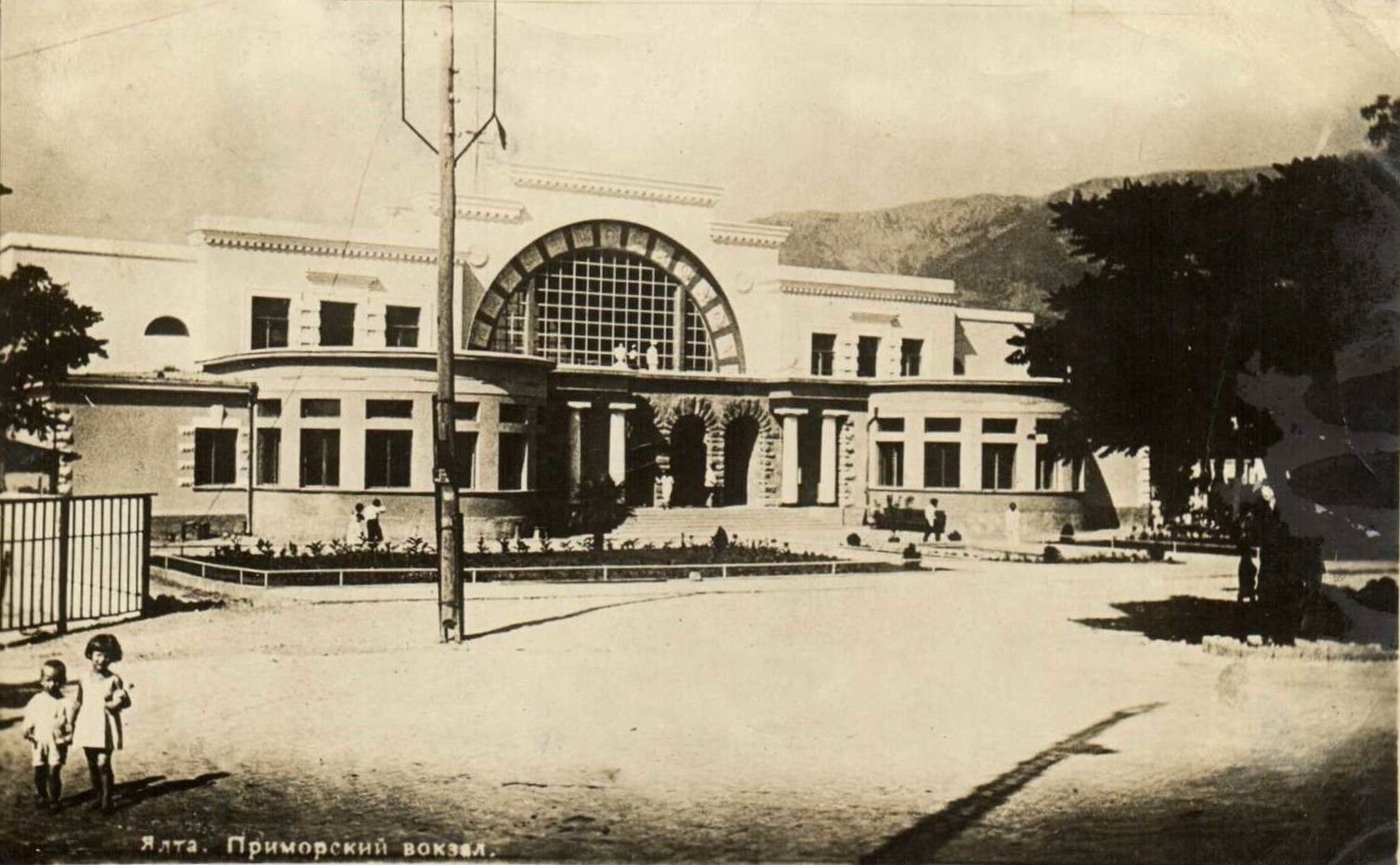
Морський вокзал Ялти у 1930-х роках

У 1930 році Ялтинський район отримав статус національного кримськотатарського (до 2-ї пол. 1930-х рр.), а місто Я. було виділене в самостійну адм. одиницю, підпорядковану центр. органам влади автономії (Конституція Крим. АРСР 1937 закріпляла цей статус). У 1920—30-ті рр. ялтинський регіон поступово відродився як курорт, зокрема, 1925 було засновано піонерський табір «Артек», утворені курортні заклади для робітників та селян, номенклатури компартійно-радянської. На поч. 1940-х рр. у регіоні працювали 108 санаторіїв та будинків відпочинку на 14 тис. місць, де щорічно мали змогу відпочивати та лікуватися майже 120 тис. осіб. Із 1921 по 1941 на Південнобережжі відпочили 3,5 млн осіб. На поч. 1940-х рр. більшість населення в Ялтинському р-ні складали крим. татари, в самому місті — росіяни.

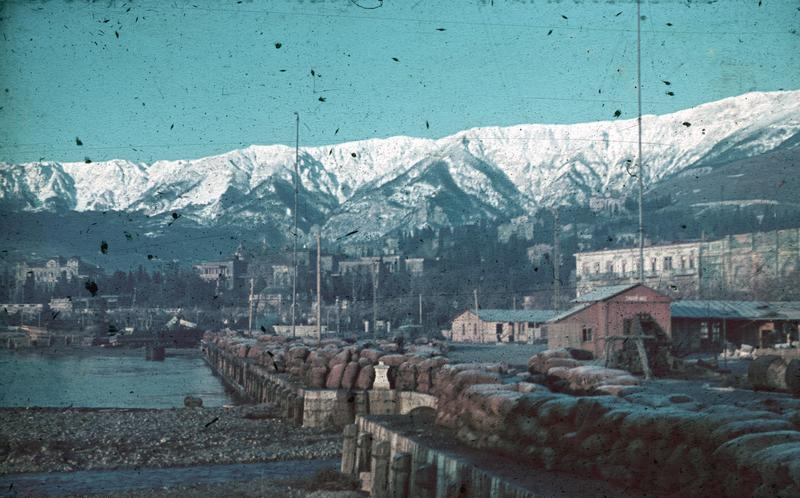
Ялта.- Набережна, гавань з видом на гори, 1942 рік

Під час Другої світової війни місто постраждало від гітлерівської окупації (8 листопада 1941 — 16 квітня 1944), нацисти знищили євреїв; комуніст. режим 1944 депортував кримських татар. Із міста і прилеглих сіл примусово вивезли майже 27 тисяч кримських татар до Узбекистану, Казахстану й Таджикистану. Натомість на етнічно зачищені території заселилися колгоспники Воронезької, Курської, Орловської та Бєлгородської областей, щоб обробляти ці землі.

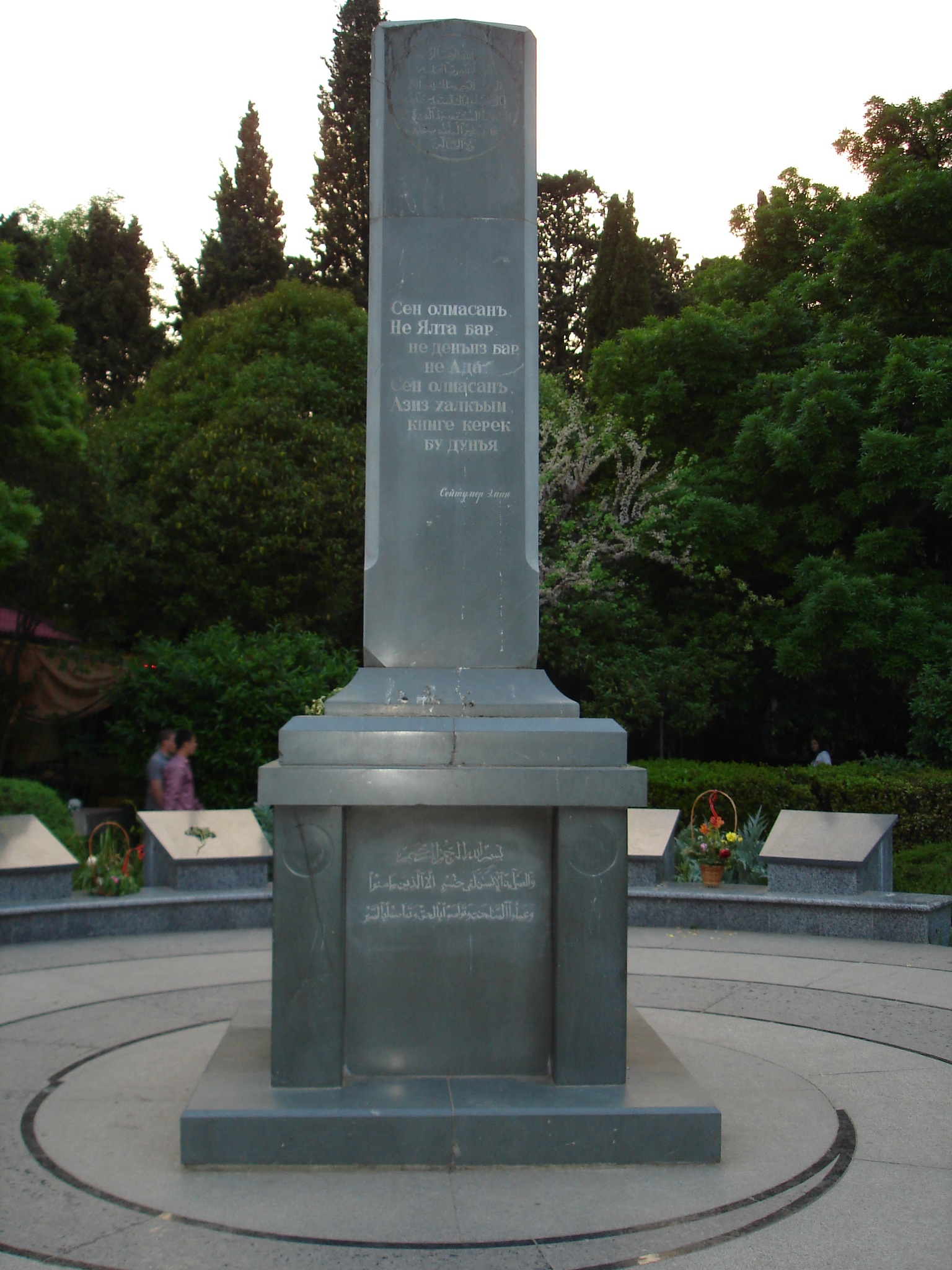
Ялта, Памятник депортації кримських татар, 2012 рік

4—11 лютого 1945 в околицях Я. (Лівадії) відбулася Кримська конференція 1945 голів держав антигітлерівської коаліції.
1948 ліквідовано Ялтинський р-н. В адм. підпорядкування міськради Ялти перейшли м. Алупка, курортні с-ща Гаспра, Гурзуф, Кореїз, Лівадія, Сімеїз, робітн. с-ще Масандра та 7 сільрад. Утворилася так звана «Велика Ялта» — адм.-тер. одиниця, яка простяглася пд. узбережжям Криму від мису Сарич до гори Аю-Даг на 72 км.
У 1960-ті рр. було побудовано нове Південнобережне шосе, яке скоротило дорогу до Сімферополя, Алушти та Севастополя, а 1961 — відкрита найдовша в Європі тролейбусна траса Сімферополь—Ялта.
У 2-й пол. 20 ст. Ялта інтенсивно розвивалася як курорт, була створена потужна рекреаційна інфраструктура, нарощувалося агровиробництво, у тому числі виноградарство та виноробство. У 1960-ті рр. до меж Я. були включені найближчі села Ай-Васил, Аутка і Дерекой. Із 1968 в місті діяла заборона на буд-во і розширення пром. підпр-в. У 1970-ті — на поч. 1980-х рр. у регіоні розпочалося висотне буд-во, у тому числі багатоповерхових оздоровниць. Наприкінці 1980-х рр. Ялта була курортом всесоюзного значення, 180 санаторно-курортних закладів якого щорічно приймали на відпочинок та оздоровлення бл. 2 млн осіб.
Із 1987 почався процес масової репатріації кримських татар у Крим, у радянські часи на території Ялтинської міськради він був ускладнений адміністративними перепонами. Сьогодні це регіон із незначною представленістю кримських татар (приблизно до 3 %).
1921—41 і 1944—45 Я. — частина Крим. Автономної СРР у складі РСФРР (із 1936 — Крим. АРСР у складі РРФСР), 1941—44 — генеральної округи «Таврія» Райхскомісаріату Україна, 1945—54 — Крим. обл. РСФРР, 1954—91 — Крим. обл. УСРР, 1991 — Крим. АРСР УСРР, із 1991 — АР Крим у складі незалежної України.
З лютого 2014 року — в російські окупації. У березні 2014 року всі школи в окупації, де викладали українською, зокрема в Ялті, ліквідували. Та це не завадило ялтинським випускникам однієї зі шкіл заспівати український гімн під музику російського на останньому дзвонику у 2014 році. Під час окупації закрили один із найбільших осередків українства не тільки міста, а й усього Криму, — музей Лесі Українки. Формально навесні 2016 року росіяни почали його ремонтувати, але музей і досі, станом на чотирнадцятий місяць повномасштабної війни, зачинений. Доля експонатів невідома.
7 вересня 2023 року з територій Алуштинської і Ялтинської міських рад республіканського значення утворений Ялтинський район, і Ялта стала районним центром АРК.